# Marija Aljakszandravna Kalesznyikava
Marija Aljakszandravna Kalesznyikava (cirill betűkkel:  Марыя Аляксандраўна Калеснікава; Minszk, 1982. április 24. –) belarusz fuvolaművész, pedagógus és politikai aktivista, 2020-ban Viktar Babarika belarusz elnökjelölt kampánystábjának koordinátora, Szvjatlana Cihanovszkaja egyesült stábjának képviselője és a a politikai válság leküzdésére alakult Koordinációs Tanács elnökségi tagja, az Együtt párt vezetője és politikai fogoly. 2020. szeptember 11-én az Amnesty International lelkiismereti fogolynak nyilvánította.

## Élete
1982. április 24-én született Minszkben. Felsőfokú tanulmányait a Belarusz Állami Zeneakadémián fuvola és karmester szakon. 2007-ben blockflöte tanulmányokat folytatott Stuttgartban.
A 2010-es években koncertezett és nemzetközi kulturáéis projekteket szervezett Németországban és belorussziában.
2007-től 2019-ig Németországban lakott, Belaruszban csak átutazóként járt.

## Politikai karrierje
2020-ban Kalesznyikava Viktar Babarika kampánystábját vezette a 2020-as belorusz elnökválasztáson. Július 16-án Viktar Babarika, Valerij Capkala és Szvjatlana Cihanovszkaja kampánystábjai egyesültek.
A szavazatok 80,23 százalékával a hivatalban lévő Aljakszandr Lukasenka győzött a elnökválasztáson, az ellenzéki jelölt, Szvjatlana Cihanovszkaja 9,9 százalékot szerzett. Vasárnap éjjel, az állami exit poll eredmények közzététele után az országban több helyen is összecsapások törtek ki a rendőrség és az ellenzék hívei között, ezekben a Vjaszna–96 (Tavasz-96) jogvédő szervezet szerint egy tüntető meghalt, több pedig megsérült. Hétfő reggel nyugalom honolt az utcákon, aktivisták azonban újabb tüntetéseket jelentettek be. Kalesznyikava aktívan részt vett sok tömegdemonstráción Minszkben, felszólította az üzemek dolgozóit, a hivatalnokokat, a diplomatákat, az erőszakszervezeteket és a televízió dolgozóit, hogy csatlakozzanak a tiltakozó akciókhoz.
Augusztus 8-án több társával együtt megalapította a politika válság leküzdésének folyamatát szervező Koordinációs Tanácsot, melynek elnökévé választották augusztus 19-én.
Augusztus 31-én Kolesznyikova új politikai párt megalapítását jelentette be, "Vmesztye" (Együtt) néven 
Szeptember 7-én ismeretlenek elrabolták Minszk központjában, és megpróbálták átvinni Ukrajnába, de Kalesznyikava eltépte az útlevelét, és nem volt hajlandó elhagyni Beloruszt. Ellenzéki aktivisták kiderítették, hogy előzetes letartóztatásban van Minszkben, államcsínyre történő felbujtás vádjával.
2021 februárjában bíróság elé állították a hatalom megszerzésére irányuló illegális konspiráció szervezése illetve szélsőséges szervezet létrehozása és vezetése vádjával.
2021 szeptemberében 11 év börtönre ítélték a hatalom megszerzése érdekében szervezett összeesküvés, az állambiztonságot veszélyeztető akciókra való felhívás és szélsőséges szervezet létrehozása miatt.
Viktar Babarika ellenzéki vezető Telegram-csatornáján 2022. november 29-én jelentette, hogy Kalesznyikava intenzív osztályra került.